# Владислав Козакјевич
Владислав Козакјевич (пољ. Władysław Kozakiewicz; Šalčininkai 8. децембар 1953) бивши пољски атлетичар, специјалиста за скок мотком. Био је међу најбољим скакачима мотком седамдесетих година, поставио је два светска и четири европска рекорда између 1975 и 1980, а био је међу првом тројицом на годишњим листама од 1975 до 1980, 1977 и 1980 је био први. Два пута био је европски првак у дворани. Био је 10 пута првак Пољске и 3 пута Западне Немачке.
Најпознатији је као освајач златне медаље на Олимпијским играма 1980. светским рекордом 5,87 м и гестом названим „Казакјевичев гест“ или „Казакјевичев лакат“ као реакцију на увреде публике на стадиону.

## Биографија
Владислав Козакјевич је рођен у пољској породици у малом месту Šalčininkai поред Виљнуса у данашњој Литванији, која је после пада стаљинизма дошла у Пољску, где се се почео бавити атлетиком. Године 1973 први пут је поставио пољски национални рекорд са 5,32 метра. На првом такмичењу у међународној конкурецији Европском првенству 1974. у Риму са 5,35 м, освојио сребрну медаљу иза Владимира Кишкина. Скакао је све боље и боље, па је 1975. поставио нови европски рекорд 5,60 м, и тако изборио пласман за Олимпијске игре у Монтреалу 1976. као један од фаворита за највиши пласман. У Канади се повредио и уместо освојене медаље заузео само једанаесто место. Међутим, очекивања Пољака је испунио његов земљак Тадеуш Слусарски освојивши прво место. На Европском првенству 1978. у Прагу, био је четврти, док је на европским дворанским првенствима 1977. и 1979. победио.
У јуну 1980 Козакјевич постиже нови светски рекорд са 5,72 м, који у истом месецу Тијери Вињерон поправља на 5,75 м. На Олимпијским играма 1980. побеђује са новим светским рекордом 5,87 м. Иако је био у одличној форми, није отишао на На Игре 1984. због бојкота игара земаља Источног блока. Уместо да путује у САД као један од најпопуларнијих спортиста совјетског блока, он је морао да поново путује на такмичењима у СССР са пољским клубом. Након Игара, спортисти су били поново на такмичењима у Западној Европи, али Козакјевич није путовао него се такмичио на два такмичења у Пољској. Такав третман навео га је напусти Пољску и емигрира у Западну Немачку, где је узео немачко држављанство.
У Немачкој три пута осваја првенство и поставља нови рекорд Немачке. По завршетку спортске каријере постаје тренер и професор спорта у граду Елце у Доњој Саксонији.
Године 1998, Владислав Козакјевич изабран је за одборника у Гдињи, испред изборне алијансе Солидарност. На изборима за парламент 2011. безуспешно се кандидовао се као члан Пољске сељачке странке.

## Казакјевичев лакат
Догађај сезоне, не само Игара било је такмичење у скоку мотком. Окупили су се сви најбољи:Французи светски рекордер Филип Увијон, Тијери Вињерон и Жан Мишел Бело, Пољаци Владисла Казакјевич и Тадеуш Шлусарски и домаћи такмичар Константин Волков.
Док је Казакјевич скакао, домаћа публика је галамила, звиждала, трудећи се да омете најозбиљнијег претендента на прво мето и тако пружи шанску домаћем Волкову. Када је обезбедио златну медаљу, Козајевич се окренуо публици и показао лакат.
Фотографије тог инцидента у одмах обишле цео свет, јер совјетска насилна доминација над источним земљама није остајала без отпора. Тако је и Казакјевичев гест усред Москве, примљен више као полтички отпор него непримерено спортско радовање. У Пољској је ова уобичајена псовка говором тела прозвана „гест Козакјевича“, што довољно говори о навијачком располжењу Пољака према било којој врсти отпора према Совјетском Савезу.
Било је наговштаја да ће тај гест Козакјевича коштати медаље, за шта није било много интереса у међународним круговима. Амбасадор СССР у Пољској убрзо је демантовао да постоји захтев да се Казакјевичу одузме медаља „иако је увредио совјетски народ“
Званични одговор пољске Владе био је да је „гест био неконтролисан мишићни грч изазван напором“.
Године 1980 изабран је за спортисту године у Пољској.

## Рекорди
Владислав Козакјевич два пута побољшава светски рекорд у скоку мотком на отвореном:
- 5,72 м 11. мај 1980. у Милану и
- 5,78 м 1. август 1980. у Москви.

Четири пута поставља нове европске рекорде у истој дисиплини:
- 5,60 м 20. јун 1975. у Варшави,
- 5,62 м 29. мај 1976 у Бидгошчу,
- 5,64 м 12. јун 1977 у Варшави и
- 5,66 м 17. јул 1977 у Варшави.

### Лични рекорди
|              | Резултат | Датум            | Место   |
| ------------ | -------- | ---------------- | ------- |
| На отвореном | 5,78 м   | 1. август 1980.  | Москва  |
| У дворани    | 5,70 м   | 31. јануар 1986. | Торонто |

### Пласман на годишњим листама скакача мотком
|+ На отвореном
| Година | Резултат | Датум           | Место   | Пласман |
| ------ | -------- | --------------- | ------- | ------- |
| 1974   | 5,38 м   |                 |         | 8       |
| 1975   | 5,60 м   | 20. јун 1975.   | Варшава | 2       |
| 1976   | 5,62 м   | 29. мај 1976.   | Бидгошч | 3       |
| 1977   | 5,66 м   | 17. јул 1977.   | Варшава | 1       |
| 1978   | 5,62 м   |                 |         | 2       |
| 1979   | 5,61 м   |                 |         | 3       |
| 1980   | 5,78 м   | 1. август 1980. | Москва  | 1       |